# 12755 Балмер
12755 Балмер (12755 Balmer) — астероїд головного поясу, відкритий 20 липня 1993 року.
Тіссеранів параметр щодо Юпітера — 3,353.